# Fonolitowy tefryt
Fonolitowy tefryt (fonotefryt) – wylewna, zasadowa, skała magmowa, niedosycona krzemionką, złożona głównie z plagioklazów (50-90% sumy skaleni), skaleni alkalicznych (10-50% sumy skaleni) i skaleniowców (10-60% minerałów jasnych). Zawiera 20-40% minerałów ciemnych w stosunku do całej skały. W składzie mineralnym nie zawiera wolnej krzemionki SiO2 w postaci kwarcu, krystobalitu lub trydymitu. SiO2 występuje jedynie jako składnik innych minerałów, od 45 do 54% w stosunku wagowym.
Mieści się w polu 13 diagramu QAPF skał wulkanicznych.
W klasyfikacji TAS tefrytowy fonolit zajmuje pole U2 (fonotefryty).